# Zeitschrift für öffentliches Recht
Die Zeitschrift für öffentliches Recht, kurz ZöR, ist eine österreichische rechtswissenschaftliche Fachzeitschrift. Sie erscheint seit 2012 im Verlag Österreich, bis Ende 2011 erschien die Zeitschrift im Verlag Springer Science+Business Media.
Die Zeitschrift für öffentliches Recht ist seit ihrer Gründung 1914 ein Forum für den österreichischen und den internationalen rechtswissenschaftlichen Diskurs. Beiträge zu Rechtstheorie, Verfassungsrecht, Verwaltungsrecht, Rechtsvergleichung, Europarecht und Völkerrecht werden in deutscher oder englischer Sprache veröffentlicht.

## Geschichte
Die Zeitschrift für öffentliches Recht wurde 1914 von Edmund Bernatzik, Max Hussarek, Heinrich Lammasch und Adolf Menzel auf Anregung Hans Kelsens gegründet, der auch viele Jahre als Herausgeber für die Zeitschrift wirkte. Der ursprüngliche Titel lautete Österreichische Zeitschrift für öffentliches Recht, der zu Beginn der Republik in Zeitschrift für öffentliches Recht geändert wurde. 1948 begann die Zeitschrift wieder unter dem ursprünglichen Titel zu erscheinen, der 1977 auf Anregung von Alfred Verdross auf Österreichische Zeitschrift für öffentliches Recht und Völkerrecht erweitert wurde. Der zunehmenden Internationalität wurde mit dem Untertitel Austrian Journal of Public and International Law Rechnung getragen. Erst 1980 beendete Alfred Verdross, der schon zusammen mit Hans Kelsen die Zeitschrift mitherausgegeben hatte, seine Tätigkeit als Schriftleiter, bei der ihn Karl Zemanek viele Jahre unterstützt hat. Von 1981 bis 1990 führte Ignaz Seidl-Hohenveldern die Zeitschrift. Von 1991 bis 1995 erschien die Zeitschrift unter dem früheren Untertitel Austrian Journal of Public and International Law in vorwiegend englischer Sprache, herausgegeben von Christoph Schreuer. Seit 1996 erscheint die Zeitschrift wieder unter ihren traditionellen Namen Zeitschrift für öffentliches Recht, bis 2009 unter der Herausgeberschaft von Heinz Schäffer, von 2009 bis 2019 unter jener von Stefan Griller und Benjamin Kneihs. 2014 feierte die ZöR ihr 100-jähriges Bestehen mit einem Sonderheft (4/2014). Im Jahr 2020 wurde die Herausgeberschaft an András Jakab und Sebastian Schmid übergeben.

## Bezugsmöglichkeit
Ein Print-Abonnement der ZöR kann über den Webshop des Verlag Österreich bestellt werden. Die ZöR ist auch als eJournal in der Verlag Österreich eLibrary verfügbar.

## Peer-Review-Verfahren
Zur Sicherung und Steigerung der Qualität müssen Beiträge, bevor sie in der ZöR veröffentlicht werden, ein Peer-Review-Verfahren durchlaufen.

## Sonderhefte
In losen Abständen bietet die ZöR Wissenschaftlern des öffentlichen Rechts die Möglichkeit, ein Sonderheft zu editieren. Als Themenhefte sollen sie sich insbesondere mit aktuellen und grenzüberschreitenden Rechtsfragen oder den Grundlagen des öffentlichen Rechts auseinandersetzen.